# District de Fenoarivobe
Pour les articles homonymes, voir Fenoarivo.
Fenoarivobe ou Fenoarivo-Afovoany est un district de Madagascar, situé dans la partie nord-ouest de la province d'Antananarivo, dans la région de Bongolava.